# Bulbophyllum pandanetorum
Bulbophyllum pandanetorum är en orkidéart som beskrevs av Victor Samuel Summerhayes. Bulbophyllum pandanetorum ingår i släktet Bulbophyllum och familjen orkidéer. IUCN kategoriserar arten globalt som starkt hotad.
Artens utbredningsområde är Gabon. Inga underarter finns listade i Catalogue of Life.